# Браслет Мировой серии покера

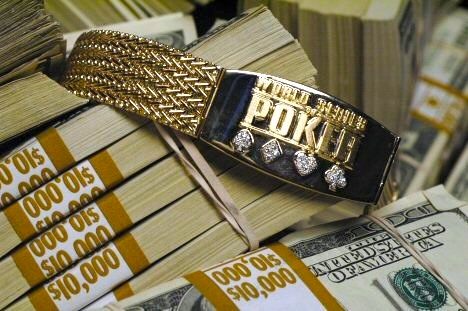
Золотой браслет серии WSOP 2005 года

Браслет мировой серии покера — трофей, вручаемый за победу в турнире WSOP. Считается самой престижной спортивной наградой в покере. В 2011 году на Мировой серии покера разыгрывались 58 браслетов.

## История
Первое упоминание о золотом браслете датируется 1976 годом, выглядел он как золотая пластинка и стоил около 500 долларов.
В 1980 году ювелир Мордехай Ерушалми из Лас-Вегаса стал эксклюзивным производителем браслетов и оставался им вплоть до 2004 года. В 2005 году компания Gold and Diamond International выиграла тендер на дизайн и производство новых браслетов. C 2007 года браслеты производит компания Corum.
Стоимость браслета не разглашается, однако он является ювелирным изделием. К примеру, в 2008 году браслет за Главное событие нёс на себе 291 бриллиант общей ценностью в 2,81 карат на 168-граммовом 18-каратном белом золоте.

## Обладатели наибольшего количества браслетовWSOP
| Игрок            | Кол-во |
| ---------------- | ------ |
| Фил Хельмут      | 17     |
| Фил Айви         | 11     |
| Дойл Брансон     | 10     |
| Джонни Чан       | 10     |
| Эрик Сайдел      | 10     |
| Джонни Мосс      | 9      |
| Билли Бакстер    | 7      |
| Мен Нгуен        | 7      |
| Даниель Негреану | 7      |
| Джон Хенниган    | 7      |
| Скотт Сивер      | 7      |
| Ти-Джей Клутье   | 6      |
| Джефф Лисандро   | 6      |
| Лэйн Флек        | 6      |
| Джей Хеймовиц    | 6      |
| Тед Форрест      | 6      |
| Шон Диб          | 6      |
| Джош Арье        | 6      |
| Брайан Рaст      | 6      |
| Джереми Осмус    | 6      |
| Крис Фергюссон   | 6      |
| Джейсон Мерсье   | 6      |
| Стю Ангер        | 5      |
| Джон Джуанда     | 5      |
| Скотти Нгуен     | 5      |